# Verbena riparia
Verbena riparia là một loài thực vật có hoa trong họ Cỏ roi ngựa. Loài này được Raf. ex Small & A.Heller miêu tả khoa học đầu tiên năm 1892.